# 延壽 (高昌)
延壽（624年—640年八月）是高昌君主麴文泰的年號，共17年。延壽十七年八月麴文泰死，子麴智盛即位，同月向唐軍投降。
出土文物最早有《張寺主賃羊尿糞刺薪券》「延壽元年閏七月竟日」，最晚有《張臺女墓表》「延壽十六年歲次己亥二月甲戌朔十三日丙戌」。

## 纪年
| 延壽 | 元年   | 二年   | 三年   | 四年   | 五年   | 六年   | 七年   | 八年  | 九年  | 十年  |
| ---- | ------ | ------ | ------ | ------ | ------ | ------ | ------ | ----- | ----- | ----- |
| 公元 | 624年  | 625年  | 626年  | 627年  | 628年  | 629年  | 630年  | 631年 | 632年 | 633年 |
| 干支 | 甲申   | 乙酉   | 丙戌   | 丁亥   | 戊子   | 己丑   | 庚寅   | 辛卯  | 壬辰  | 癸巳  |
| 延壽 | 十一年 | 十二年 | 十三年 | 十四年 | 十五年 | 十六年 | 十七年 |       |       |       |
| 公元 | 634年  | 635年  | 636年  | 637年  | 638年  | 639年  | 640年  |       |       |       |
| 干支 | 甲午   | 乙未   | 丙申   | 丁酉   | 戊戌   | 己亥   | 庚子   |       |       |       |

## 同期存在的其他政权年号
- 中國
  - 武德（618年－626年）：唐朝—唐高祖李淵之年号
  - 貞觀（627年－649年）：唐朝—唐太宗李世民之年号
  - 永隆（618年－628年）：隋末唐初時期—梁政權梁師都之年号
  - 始兴（618年－624年）：隋末唐初時期—燕政權高开道之年号
  - 天明（623年－624年）：隋末唐初時期—輔公祏之年号
- 朝鮮半島
  - 建福（584年－634年）：新羅—真平王、善德王之年號
  - 仁平（634年－647年）：新羅—善德王之年號

## 參看
- 中國年號索引
- 其他使用延寿年號的政權

## 引用
1. ↑  李崇智，《中國歷代年號考》，第90頁。
2. ↑  司馬光.  . 维基文库.「〔貞觀十四年八月〕高昌王文泰……及聞唐兵臨磧口，憂懼不知所爲，發疾卒，子智盛立。……智盛窮蹙，癸酉，開門出降。」